# Плоть орхидеи (фильм)
«Плоть орхидеи» (фр. La Chair de l'orchidée) — французский детективный триллер, дебютная картина режиссёра Патриса Шеро. Картина вышла на экраны во Франции 29 января 1975 года.

## Сюжет
Луи Делаж (Брюно Кремер), молодой человек с неопределённым криминальным прошлым, живёт на доставшейся от отца ферме со старухой-матерью (Эва Франсис) и разводит доставшихся от отца лошадей. Молодой человек из его прошлого, некто Маркуччи (Юг Кестер), является к нему в надежде спрятаться на ферме от преследующих его убийц. Делажу необходимо поехать на некую светскую встречу, чтобы попытаться занять денег: ферма на грани разорения. Мучимый страхом Маркуччи увязывается за ним. На дороге они обнаруживают перевернувшуюся машину с погибшим водителем и легко раненную девушку по имени Клер (Шарлотта Рэмплинг), не вполне ориентирующуюся в происходящем: она только что сбежала из какого-то дома, где её удерживали против её воли и периодически насиловали.
Все трое приезжают в отель, где раз в полгода собирается что-то вроде клуба богатых людей. Делаж проводит с ними время, безуспешно пытаясь получить деньги в долг, а Маркуччи в это время пытается соблазнить Клер, которая в ответ выхватывает нож и бьёт Маркуччи по глазам. Ослепший Маркуччи отказывается от предложения Делажа отвезти его в больницу и остаётся в гостиничном номере, где его находят убийцы — братья Дьюла (Ханс Кристиан Блех) и Йожеф (Франсуа Симон) Берекяны, в прошлом цирковые артисты, метатели ножей: Маркуччи убил какого-то их подручного, и теперь они убивают его, поскольку никогда не оставляют в живых ни обидчиков, ни свидетелей. Уходя, они сталкиваются с Делажем в коридоре; по случайности ему удаётся уйти живым, но он понимает, что теперь его будут преследовать. Клер ждёт его, прячась в его машине. Они уезжают на ферму, где занимаются любовью; Клер видит в Делаже первого за много лет человека, который отнёсся к ней по-человечески. Делаж понимает, кто такая Клер и в чём причина её истории, и обещает рассказать ей об этом, когда будет время. Братья Берекяны подъезжают к ферме и ждут.
Утром Делаж и Клер выходят с фермы, чтобы бежать, но один из братьев мечет нож и ранит Делажа. Клер затаскивает его в машину, садится за руль и успевает уехать. В ближайшем городке она оставляет Делажа на задворках заброшенной фабрики и едет искать врача. Однако прохожая (Мари-Луиз Эбели), у которой она спрашивает дорогу, оказывается сотрудницей из того заведения, в котором её держали, и заманивает Клер в ловушку, после чего звонит её тюремщикам. Это, как выясняется, мадам Бастье-Вежне (Эдвиж Фёйер), сестра отца девушки: после смерти господина Вежне, владельца земель, лесов, заводов, газетного бизнеса, Клер осталась наследницей, но сестра покойного поместила её в частную психиатрическую лечебницу, чтобы управлять этим наследством сама.
Братья Берекяны успевают найти место, где прячут Клер, раньше, чем туда приезжает мадам Бастье-Вежне со свитой, и забирают девушку, чтобы с её помощью найти Делажа. Но девушка долгое время сопротивляется их расспросам — поэтому Делажа успевает раньше забрать мадам Бастье-Вежне. Делаж, хорошо зная Берекянов, считает себя обречённым и предлагает мадам обменять его на Клер. Берекяны понимают, у кого находится интересующая их жертва, но не могут до неё добраться: Делажа держат на территории хорошо охраняемой психиатрической лечебницы. Однако к братьям, которых уже выпроводили с её территории, выходит подросток Арно (Реми Жермен), сын Бастье-Вежне: судя по всему, он по фотографии влюбился в Клер и, желая, чтобы обмен её на Делажа состоялся, сообщает им, что его мать собирается перевезти Делажа в свой загородный дом в Швейцарии.
Берекяны в багажнике машины перевозят Клер в здание цирка, где они когда-то выступали. Они оставляют её в плену под надзором старой цирковой актрисы Леди Вамос (Симона Синьоре), а сами уезжают в Швейцарию ждать появления там мадам Бастье-Вежне и Делажа. Леди Вамос рассказывает Клер её историю: на самом деле её мать, молодая жена покойного магната, сбежала от мужа с преступником по кличке Орхидея, который и был её настоящим отцом; оба давным-давно погибли. Клер удаётся уговорить Леди Вамос отпустить её. Она идёт на вокзал, где сталкивается с неизвестной дамой (Алида Валли), которая говорит ей: «Ты такая же безумная, как и я».
Мадам Бастье-Вежне с многочисленной свитой, сыном и раненым Делажем приезжают в свой швейцарский дом — огромный, уединённый и полузаброшенный, — и обнаруживают успевшую оказаться в нём раньше Клер: она убеждена, что любит Делажа, и хочет услышать обещанное им объяснение её судьбы. Но Делаж может думать только о том, что скоро появятся Берекяны и убьют его, и говорит только о себе. В таком же состоянии находится и Арно, понимающий, что он тоже свидетель и тоже обречён; в конце концов он принимает несколько доз какого-то своего лекарства, тем самым кончая с собой. Тем временем один из подручных мадам рассказывает Клер, что на самом деле она наследница своего отца и ей принадлежит огромное состояние — она только должна заявить свои права на него. Берекяны обрезают телефонную связь, выключают электричество и, убив трёх слуг, пробираются в дом. Мадам Бастье-Вежне в истерике кричит им, что Делаж в спальне на втором этаже; братья поднимаются туда и убивают его, но Клер бросается на них с ножом и бьёт младшего, Йожефа, по глазам. Старший, Дьюла, успевает сбежать и унести умирающего брата под сирены прибывающей полиции и «Скорой помощи».
Повреждения, которые получила Клер, незначительны, но её оставляют на ночь в больнице. Леди Вамос едет к ней с цветами. Раненый Дьюла Берекян также отправляется в больницу, чтобы отомстить. Они встречаются в палате у Клер — и Берекян убивает Леди Вамос, расценивая её действия как предательство. Однако после этого под действием ранения и стресса рассудок его, по-видимому, помрачается, и вместо Клер он убивает себя. Проснувшись наутро в окружении двух трупов, Клер говорит по телефону с кем-то из принадлежащего теперь ей бизнеса, неоднократно повторяя, что она в полном порядке и намерена много работать.

## В ролях
- Шарлотта Рэмплинг — Клер Вежне
- Брюно Кремер — Луи Делаж
- Эдвиж Фёйер — мадам Бастье-Вежне
- Симона Синьоре — Леди Вамос
- Алида Валли — сумасшедшая на вокзале
- Ханс Кристиан Блех — Дьюла Берекян
- Франсуа Симон — Йожеф Берекян
- Юг Кестер — Маркуччи
- Реми Жермен — Арно
- Эва Франсис — мать Делажа
- Луиджи Цербинати — Альсид, старый циркач
- Мари-Луиз Эбели — охранница лечебницы
- Робер Байяр — садовник в лечебнице

## Характеристика фильма
Шеро впервые обратился к кинематографу после ряда лет успешной театральной и оперной карьеры. По его желанию в основу фильма был положен одноимённый роман Д. Х. Чейза, который произвёл на будущего режиссёра большое впечатление при прочтении в детстве. Фигура Шеро вызвала интерес у ряда видных актёров — в частности, именно поэтому на небольшую роль в фильме согласилась Симона Синьоре. Несмотря на то, что роль Синьоре — второго плана, её участие в картине вызвало отдельный интерес критики, отмечавшей, с одной стороны, контрастные образы двух постаревших звёзд — Синьоре и Эдвиж Фёйер, так и не встретившихся в кадре, а с другой стороны — то, как именно в диалоге с Синьоре раскрывается исполнительница главной роли Шарлотта Рэмплинг и её персонаж. Немецкий критик и кинематографист Х. К. Блуменберг отметил в картине «блестяще просчитанную искусственность постановки» (нем. die brillant kalkulierte Künstlichkeit der Inszenierung). В то же время современная фильму французская критика отнеслась к работе Шеро сдержанно, увидев в картине, прежде всего, мотив обличения буржуазной семьи и сильное влияние фильма Лукино Висконти «Гибель богов».
Фильм был номинирован на премию «Сезар» 1976 года в двух номинациях: «Лучшая операторская работа» (Пьер Ломм) и «Лучшие декорации» (Ришар Педуцци).